# 7 км (зупинний пункт, Придніпровська залізниця, Покровський район)
7 км — пасажирська зупинна залізнична платформа Дніпровської дирекції Придніпровської залізниці на лінії Чаплине — Пологи. Розташована у селі Отрішки Покровського району Дніпропетровської області між станціями Чаплине (5 км) та Мечетна (17 км).

## Пасажирське сполучення
На платформі зупиняються дизель-потяги.